# Kevin Franck
Kevin Franck (Aalst, 10 juni 1982) is een Belgisch voetbalcoach en voormalig voetballer. Hij werd bekend omdat hij ooit voor Real Madrid speelde. Hij kon het echter nooit tot de A-kern schoppen.

## Spelerscarrière
In het seizoen 2006/07 speelde Franck met FCV Dender EH kampioen in de tweede klasse. Hij mocht echter niet mee naar de eerste klasse en ging het volgende seizoen spelen bij het Lommelse KVSK United, dat ook in de tweede klasse speelde. Met KVSK werd hij tweede in de eindronde om een plaats in de eerste klasse. In de zomer van 2008 tekende Franck een contract bij derdeklasser Eendracht Aalst. Daar kon hij echter niet overtuigen en een jaar later zou hij de overstap maken naar een andere derdeklasser: KSV Oudenaarde. Tijdens het seizoen 2009/10 zakte hij nog een klasse lager en voetbalde hij bij vierdeklasser SK Londerzeel. Hij zou in het seizoen 2012/13 voor TK Meldert uitkomen. In het seizoen 2013/14 kwam Franck uit voor RC Gent-Zeehaven. Nadien verkaste hij naar de eersteprovincialer Rapid Lebbeke. Later vertrok hij naar derdeprovincialer FC Mere. Franck zette na afloop van het (door de coronapandemie niet volledig afgewerkte) seizoen 2019/20 een punt achter zijn spelerscarrière. Later speelde hij wel nog bij AZ 77.  

## Clubstatistieken
| Seizoen | Club                 | Land   | Competitie         | Wed. | Dlp. |
| ------- | -------------------- | ------ | ------------------ | ---- | ---- |
| 2000/01 | Real Madrid Castilla | Spanje | Segunda División B | 0    | 0    |
| 2001/02 | RCD Mallorca B       | Spanje |                    | 0    | 0    |
| 2002/03 | FC Denderleeuw EH    | België | Derde Klasse       | 2    | 0    |
| 2003/04 | FC Denderleeuw EH    | België | Derde Klasse       | 18   | 1    |
| 2004/05 | FCV Dender EH        | België | Derde Klasse       | 19   | 3    |
| 2005/06 | FCV Dender EH        | België | Derde Klasse       | 29   | 3    |
| 2006/07 | FCV Dender EH        | België | Tweede Klasse      | 23   | 3    |
| 2007/08 | KVSK United          | België | Tweede Klasse      | 35   | 7    |
| 2008/09 | Eendracht Aalst      | België | Derde Klasse A     | 27   | 7    |
| 2009/10 | KSV Oudenaarde       | België | Derde Klasse A     | 4    | 0    |
| 2010/11 | Londerzeel SK        | België | Vierde Klasse B    | 0    | 0    |
| 2012/13 | TK Meldert           | België | Vierde Klasse A    | 0    | 0    |
| 2013/14 | KRC Gent-Zeehaven    | België | Derde Klasse A     | 29   | 0    |
| 2014/16 | Rapid Lebbeke        | België | Eerste provinciale | 0    | 0    |
| 2016/17 | FC Mere              | België | Derde provinciale  |      |      |
| 2017/18 | FC Mere              | België | Derde provinciale  |      |      |
| 2018/19 | FC Mere              | België | Derde provinciale  |      |      |
| 2019/20 | FC Mere              | België | Derde provinciale  |      |      |
|         |                      |        | Totaal             | 186  | 24   |

## Trainerscarrière
In 2020 ruilde Franck het spelersplunje in voor de functie van T1 bij FC Mere. Lang bleef hij daar niet aan als trainer: enerzijds omdat het amateurvoetbal in België het seizoen 2020/21 stillag vanwege de coronapandemie, en anderzijds omdat de club op het punt stond om in te stappen in fusieclub Erpe-Mere United.
In januari 2021 tekende hij bij tweedeprovincialer KSV Geraardsbergen. In het seizoen 2021/22 eindigde Franck zesde met Geraardsbergen. In het seizoen daarop eindigde de club derde, waardoor Geraardsbergen in tegenstelling tot het seizoen 2021/22 mocht deelnemen aan de eindronde. De club raakte eerst na strafschoppen voorbij FC Juventus Schoonaarde, maar sneuvelde in de tweede ronde tegen Zeveren Sportief. Enkele dagen later raakte bekend dat Franck de club met onmiddellijke ingang zou verlaten. Zijn volgende bestemming werd eersteprovincialer Standaard Denderleeuw.